# Oronoco, Minnesota
Oronoco, Minnesota (енгл. Oronoco) град је у америчкој савезној држави Минесота.

## Демографија
По попису из 2010. године број становника је 1.300, што је 417 (47,2%) становника више него 2000. године.
| Група             | 2000.       | 2010.         |
| Белци             | 854 (96,7%) | 1.235 (95,0%) |
| Афроамериканци    | 0 (0,0%)    | 2 (0,2%)      |
| Азијати           | 10 (1,1%)   | 39 (3,0%)     |
| Хиспаноамериканци | 16 (1,8%)   | 7 (0,5%)      |
| Укупно            | 883         | 1.300         |